# José Longinos Ellauri
José Longinos Ellauri Fernández (Montevideo, 14 de març de 1789 - ibídem, 21 de novembre de 1867) fou un polític i jurista uruguaià. Des de molt jove (1805) es va traslladar a Buenos Aires per a iniciar la seva formació en lleis i teologia, la qual va completar a la Universitat de Charcas o Chuquisaca. Després d'una breu participació en el moviment emancipador de 1811, va tornar a Buenos Aires, des d'on va tornar a l'Uruguai el 1824.
Es va mantenir neutral durant la Croada Llibertadora dels anys 1825-1828. En aquest darrer any, va ser elegit diputat per Montevideo a l'Assemblea General Constituent i Legislativa de l'Estat. Va ser el secretari de la Comissió Especial encarregada de la redacció del projecte de Constitució per al nou Estat Oriental de l'Uruguai, presentant el projecte que va servir de base als debats.
La Constitució de 1830, producte final dels debats de l'Assemblea Constituent, té per tant en Ellauri un dels seus artífexs més notoris. Després d'aquests esdeveniments, va ser dues vegades ministre de Govern i de Relacions Exteriors per un breu període el 1830. Diputat per Montevideo entre 1834 i 1837. Fiscal General de l'Estat el 1839.
El seu fill, José Eugenio Ellauri Obes, va ser president de l'Uruguai entre 1873 i 1875.